# Леонов Кирило Вікторович
Кири́ло Ві́кторович Лео́нов (нар. 6 липня 1993, Дніпро) — український бадмінтоніст, майстер спорту України, гравець Національної збірної України.

## Загальні відомості
Бадмінтоном почав займатись у 2004 році.
Вихованець Дніпровської школи бадмінтону (спортклуб «Метеор», дитячо-юнацька спортивна школа олімпійського резерву з бадмінтону ім. К. В. Вавілова). Його перший тренер — Мізін Михайло Григорович.
Кирило Леонов — чемпіон України серед юніорів 2009 року.
2011 року на турнірі юніорів Ukraine Junior International зайняв перше місце, на турнірі юніорів Italian Junior International — 2 місце, на турнірі Yonex Polish International Junior Championships зайняв 3/4 місце.
Бронзовий призер Чемпіонату України 2012 та 2013 років.
Займав третє місце на відкритому чемпіонаті Польщі 2012 року та на Міжнародному турнірі на Кіпрі 2013 року.
2018 — друге місце на Babolat Bulgarian International 2018.